# Henri Ueberschlag
Henri Ueberschlag, né le 13 mars 1912 à Hamborn-Duisbourg en Allemagne et mort le 15 avril 1976 à Pau, est un psychiatre français.
Promoteur de l'hôpital psychiatrique ouvert sur le monde, il milite pour la reconnaissance de la maladie et élabore des thérapies de réinsertion sociale fondées sur l'ergothérapie. Il est l'un des précurseurs en France de la prise en charge au sein d'unités spécialisées des enfants malades mentaux.

## Biographie
Il grandit en France, dans le Haut-Rhin à Dornach et Mulhouse.
Bachelier en 1928, il est étudiant de médecine à la faculté de médecine de Strasbourg.
Il soutient sa thèse de doctorat consacrée au délirant chronique en juillet 1938, puis est interne à l’hôpital de Rouffach (Haut Rhin), et est reçu 4e au médicat des hôpitaux psychiatriques le 6 juin 1939 à Strasbourg.
Il est prisonnier de guerre de mars 1939 à octobre 1940. Libéré le 15 octobre 1940, il retourne en Alsace et reprend son activité en tant que médecin chef de l'hôpital psychiatrique de Hœrdt dans le Bas-Rhin où il est nommé le 1er janvier 1941. Dès décembre 1943, les autorités nazies le pressent à s'engager dans la Wehrmacht. Il refuse de devenir médecin de la Gestapo à Strasbourg. Il refuse aussi l'euthanasie des malades mentaux. Menacé par les nazis de la Gestapo de Karlsruhe en Allemagne, il est contraint de se constituer prisonnier le 9 octobre 1944 à la prison d'Emmendigen. Déplacé le 12 décembre 1944 à l'asile hospice de Geisingen dans le Haut Danube, il craint d'être euthanasié avec les malades dont il a la charge[réf. souhaitée]. Il est libéré le 26 avril 1945 par l'armée française et regagne l'Alsace le 5 mai 1945. Il est nommé en 1945 médecin-chef à l'hôpital psychiatrique de Lannemezan (Hautes-Pyrénées) puis, en 1966, médecin chef à l'hôpital psychiatrique de Pau (Pyrénées-Atlantiques).  
À Lannemezan, il ouvre l’hôpital vers l’extérieur et soutient la création d’ateliers d’ergothérapie animés par les infirmiers. Une partie de ces travaux consiste à aménager un parc d’attractions qui attire les personnes de l’extérieur permettant ainsi la rencontre entre les malades et les personnes de l’extérieur. Dans ce but, différentes activités et animations sont organisées : fêtes, carnaval, harmonie, chorale, théâtre.

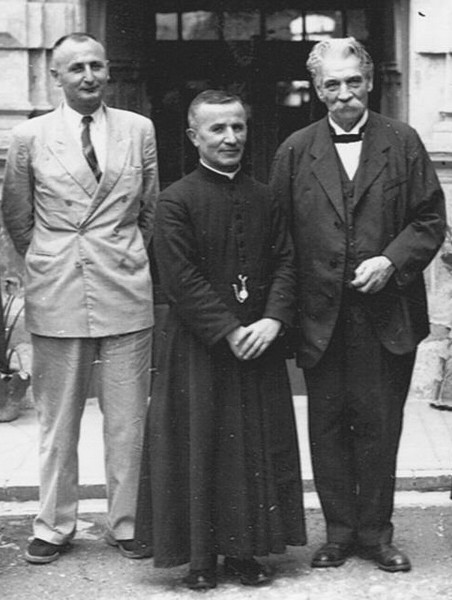
Henri Ueberschlag et Albert Schweitzer à Lannemezan

L’hôpital de Lannemezan deviendra hôpital psychiatrique pilote et fera l’objet de différents films, reportages et articles dans les médias.
Parallèlement, il consulte dans les différents dispensaires d’hygiène mentale du département.
Nommé médecin expert près les tribunaux, en 1954, il est missionné par le ministère de la Santé publique pour réaliser en Grande-Bretagne, une étude sur le fonctionnement des hôpitaux psychiatriques britanniques.
À Pau, en collaboration avec son directeur Guy Follet, il décide de construire et de mettre en place un des premiers services de neuropsychiatrie infantile de France. Le médecin organisera une thérapie qui rappellera au malade la vie intra-utérine[réf. souhaitée]. 
- Création de l’hôpital de jour
- Création d’un service pour enfants encéphalopathes profonds.
- Création du centre médico-psycho pédagogique:
- Une consultation d’orientation éducative en liaison avec le juge des enfants, des dispensaires d’hygiène mentale infantile de la ville de Pau.
- Création de l’école de psychomotricité (rue Taylor à Pau.)

## Distinctions
- Chevalier de la santé Publique en 1952.
- Chevalier de la Légion d’honneur le 30 octobre 1954